# 日本基督教団新潟教会
日本基督教団新潟教会（にほんきりすときょうだん にいがたきょうかい）は、日本基督教団に所属する、日本組合基督教会系の教会である。

## 歴史

### パーム時代
1874年（明治7年）5月にT・A・パーム夫妻がスコットランドより来日する。パームは長岡藩士陶山昶から日本語を学ぶ。1875年（明治8年）1月に生まれて間もない娘と夫人が亡くなる。この悲劇をきっかけに伝道がもっとも困難と言われていた新潟に伝道することを決めた。
1875年（明治8年）4月にパームは聖公会の司祭ジョン・パイパーと共に新潟に行く。パームは湊町に診療所を開設し、8年半にわたり医療活動と宣教活動を行った。迫害で宣教を断念した押川方義が通訳として加わり宣教を開始する。1876年（明治9年）、吉田亀太郎ら5人が洗礼を受けたことで、新潟公会（新潟教会）が始まる。1877年より、佐渡、亀田、水原、葛塚、中条、新発田、沼垂、長岡などの一円に伝道が開始される。パーム、押川、吉田らは、特に新潟、中条、村上など13か所を定期的に巡回し、伝道を続ける。その結果、100人前後の信徒が誕生した。1881年（明治14年）に会員73人をもって、教会を組織した。このように、パームを中心とした信徒の集団をパーム・バンドとも言う。

### 分裂
1883年（明治15年）パームが帰国すると、パームの要請によりアメリカン・ボードの宣教師が伝道を引き継ぎ、O・H・ギューリックが新潟に派遣される。翌1884年（明治16年）、ギューリックは大阪の沢山保羅に、パーム病院に入院しながら宣教にあたって欲しいと要請し、沢山が7月から9月まで新潟の宣教を短期間手伝う。
1886年（明治19年）に沢山は成瀬仁蔵を新潟に派遣する この年にアメリカン・ボードにより日本組合基督教会が設立されると、アメリカン・ボード系の成瀬仁蔵派とパーム・押川系の大和田清晴派に分裂して、組合教会の第一新潟基督教会（現・日本基督教団新潟教会）と改革長老系の東中通教会（日本基督教団東中通教会）になる。

### リバイバル
1889年（明治22年）、長老系信徒と会衆派系信徒による教会内紛争が発生しているところに、日本組合基督教会の伝道委員会より堀貞一が牧師として派遣される。堀貞一は紛争の原因が、神の力によらず人間の知恵によって計画を立てていることにあると突き止めた。堀は毎朝裏山の松林の墓地に行って、石碑の上に打ち伏して祈った。1週間後に「教会内で祈祷会を開け」という神の御旨を感じて、有志で連夜の祈祷会を始めた。その祈祷会に参加する者が増えて、リバイバルが起こる。50名が洗礼を受けた。1891年（明治24年）には後の世界的伝道者木村清松が洗礼を受ける。
1913年(大正2年)に長田時行が第11代牧師として赴任する。長田は在任中に、聖友女学校を設立する。1922年(大正11年)長田が病気のために辞任して、東京に転居する。

### 日本基督教団時代
1941年（昭和16年）、日本組合教会の所属として日本基督教団に参入する。
戦後も、日本基督教団の教会として新潟市中央区営所通二番町にある。

## 出身者
- 木村清松